# Флавій Сіагрій
Флавій Сіагрій (*Flavius Syagrius, д/н —після 382) — державний діяч часів пізньої Римської імперії.

## Життєпис
Походив з іберо-римської аристократії. Можливо син Флавія Клавдія Антонія. Розпочав службу при дворі імператора Валентиніана I, ставши 369 року його нотаріусом. 370 року секретарем (magister scrinii) імператора став його батько (або брат з таким самим ім'ям). Брав участь у поході дукса Араторія за Рейн для будівництва укріплень. Однак алемани застали римлян зненацька і завдали їм поразки у битві на горі Піре. Сіагрій єдиний залишився в живих. Він приніс звістку про розгром Араторія імператору Валентиніану I, який в гніві позбавив його посади, після чого Сіагрій став вести приватне життя.
У 376 році його сестра Елія Флацилла виходить заміж за Феодосія, представника впливової родини з Африки. 26 серпня 379 року отримав посаду проконсула (або вікарія) Проконсульської Африки. 1 жовтня того ж року стає магістром офіцій.
Близько червня 380 року призначається префектом преторія Італії. 381 року призначений консулом (спільно з Флавієм Евхерієм на Сході). 382 року звільнено з посади префекта преторія. Подальша доля невідома.